# Justizvollzugsanstalt Trier

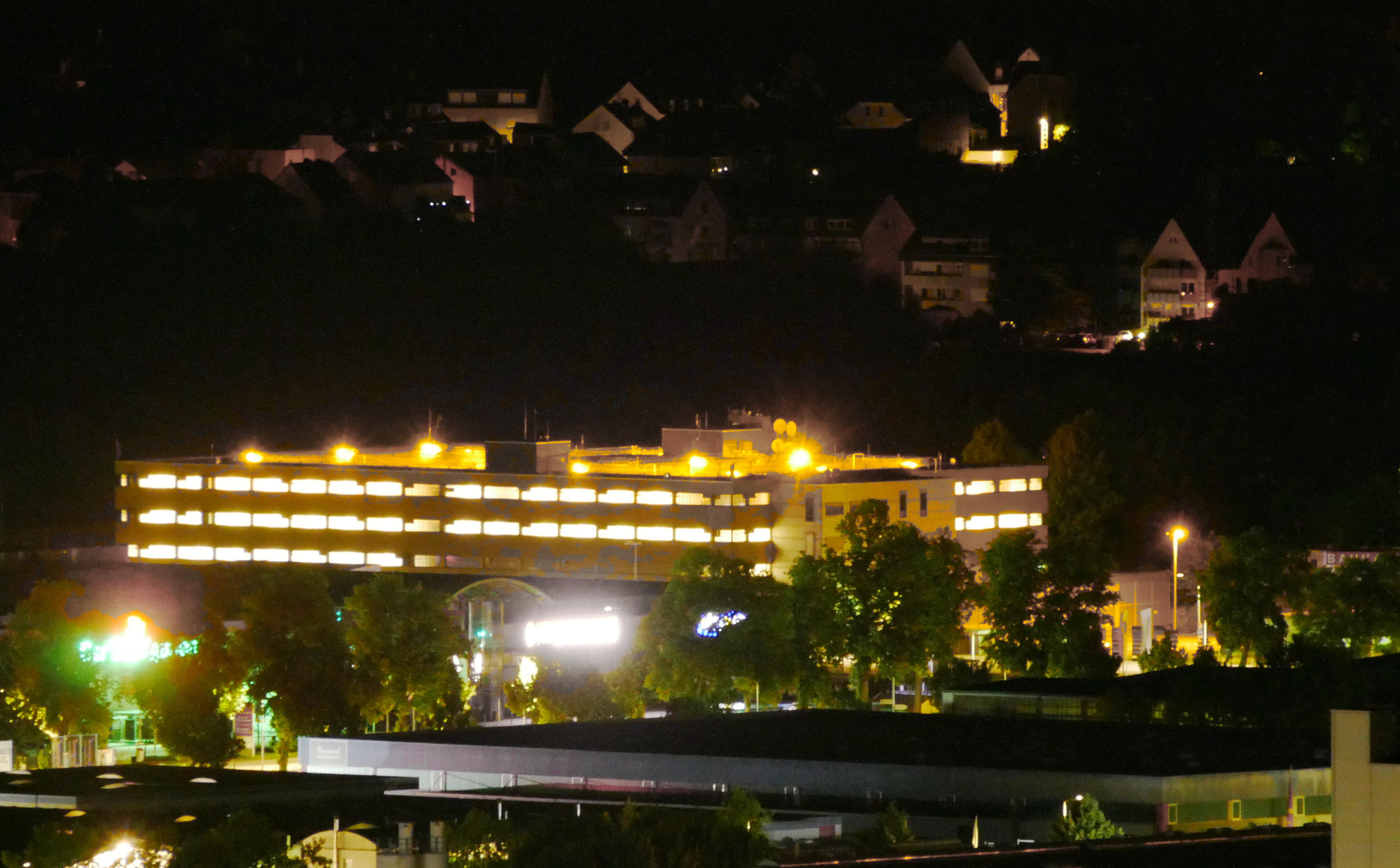
JVA Trier in der Nacht

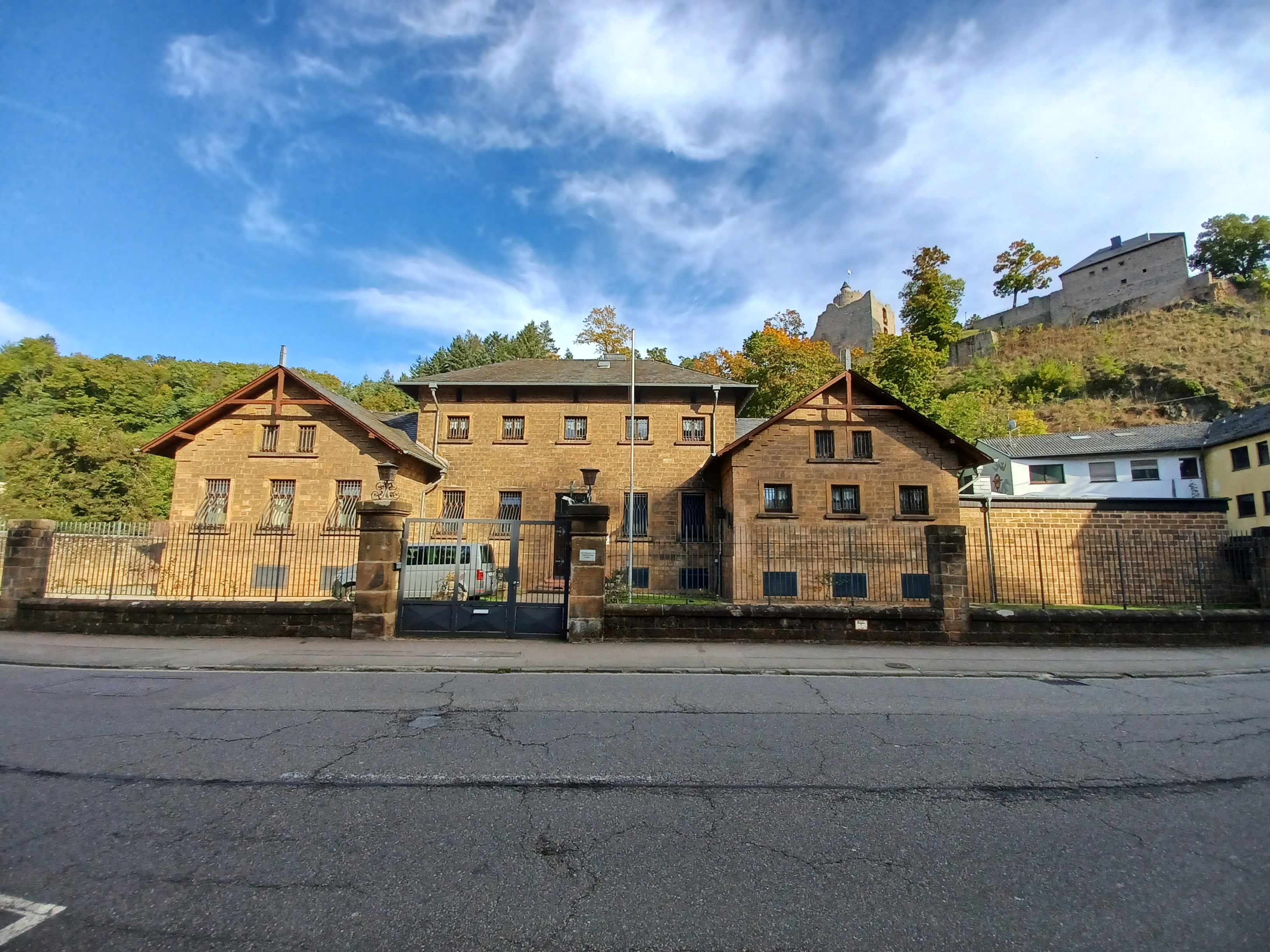
JVA Saarburg

Die Justizvollzugsanstalt Trier ist eine Haftanstalt des Landes Rheinland-Pfalz.
Das Gefängnis liegt im Trierer Stadtteil Euren und zählt zu den kleineren Justizvollzugsanstalten des Landes. Es nimmt ausschließlich männliche Gefangene aus dem Landesgerichtsbezirk Trier mit Freiheitsstrafen bis zu zwei Jahren auf. Darüber hinaus dient die Anstalt als Untersuchungsgefängnis für Männer aus dem Landesgerichtsbezirk Trier. Geeignete Gefangene können im offenen Vollzug in der Außenstelle in Saarburg untergebracht werden.
Für die Beschäftigung der Gefangenen steht in der Anstalt neben den Eigenbetrieben auch eine moderne Werkhalle mit 193 m² Arbeitsraum und rund 150 m² Lagerraum zur Disposition. Bis zu 80 Gefangene sind dort insbesondere mit Montage-, Verpackungs- und Etikettierarbeiten für Unternehmen beschäftigt.

## Belegungsfähigkeit
Die JVA Trier verfügt über 156 Haftplätze im geschlossenen Vollzug und 36 Haftplätze im offenen Vollzug.